# Prosthechea chondylobulbon
Prosthechea chondylobulbon är en orkidéart som först beskrevs av Achille Richard och Henri Guillaume Galeotti, och fick sitt nu gällande namn av Wesley Ervin Higgins. Prosthechea chondylobulbon ingår i släktet Prosthechea och familjen orkidéer. Inga underarter finns listade i Catalogue of Life.